# Gundi Eberhard
Gunthild Eberhard, detta Gundi anche conosciuta con il cognome di Eberhard-Zell (12 ottobre 1966), è un'attrice, doppiatrice e conduttrice radiofonica tedesca.

## Biografia
Formatosi come attrice Deutsche Film- und Fernsehakademie Berlin, ha iniziato la sua carriera nel 1990, è apparsa in serie televisive come Il nostro amico Charly e Gute Zeiten, schlechte Zeiten.
Come doppiatrice ha prestato in modo ricorrente la propria voce alle attrici Jessica Biel e Kristin Davis.

## Filmografia

### Televisione
- Il nostro amico Charly (Unser Charly) - serie TV
- OP ruft Dr. Bruckner - Die besten Ärzte Deutschlands - serie TV
- Wolff, un poliziotto a Berlino (Wolffs Revier) - serie TV
- Gute Zeiten, schlechte Zeiten - serie TV

## Doppiaggio

### Film
- Melina Kanakaredes in Il giocatore - Rounders
- Claudie Blakley in Orgoglio e pregiudizio
- Jessica Biel in Elizabethtown, Io vi dichiaro marito e... marito, A-Team, Capodanno a New York, Total Recall - Atto di forza
- Kristin Davis in Conciati per le feste, Sex and the City, Sex and the City 2
- Shawnee Smith in Saw - L'enigmista, Saw II - La soluzione dell'enigma, Saw III - L'enigma senza fine, Saw IV, Saw X
- Betsy Brandt in Magic Mike
- Michelle Monaghan in Gone Baby Gone, Source Code, The Best of Me - Il meglio di me, Playing It Cool, Pixels
- Rebecca Mader in Il diavolo veste Prada
- Jessica Biel in Io vi dichiaro marito e... marito
- Maria Bello in Un weekend da bamboccioni
- Caren Pistorius in Macchine mortali
- Mary Elizabeth Winstead in Gemini Man
- Maya Rudolph in Hubie Halloween

### Film d'animazione
- Zangya in Dragon Ball Z - La minaccia del demone malvagio
- Misato Katsuragi in Evangelion: 1.0 You Are (Not) Alone, Evangelion: 2.0 You Can (Not) Advance, Evangelion: 3.0 You Can (Not) Redo
- Neera in Planet 51
- Hana in Wolf Children - Ame e Yuki i bambini lupo

### Serie televisive
- Thuy Trang in Power Rangers
- Maureen Flannigan in Settimo cielo
- Kristin Davis in Sex and the City
- Vanessa Branch in Star Trek: Voyager
- Mallory Dent in Veronica Mars
- Betsy Brandt in Breaking Bad
- Peta Sergeant in Supergirl
- Jackie Goldston in Doom Patrol
- Suzanne Cryer in Percy Jackson e gli dei dell'Olimpo

### Serie d'animazione
- Mitsuko Asaya in Occhi di gatto
- Honey Kisaragi in Cutie Honey Flash
- Cynthia in Dragon Ball Z
- Miwako Sato in Detective Conan
- Clover in Totally Spies! - Che magnifiche spie!
- Shizuna Minamoto in Negima
- Camille Leon in Kim Possible
- Helen in Claymore
- Cole in Wolf's Rain
- Ryuko Matoi in Kill la Kill
- Madoka Yachi in Haikyu!!
- Sorella Krone in The Promised Neverland
- Aspheera in LEGO Ninjago
- Regina Camilla in Elena di Avalor
- Shouko Ieiri in Jujutsu kaisen - Sorcery Fight
- Mrs. Dragon in LEGO Monkie Kid

### Videogiochi
- Anya Oliwa in Wolfenstein: The New Order, Wolfenstein II: The New Colossus
- Madre di Heinrich in Kingdom Come: Deliverance
- Protagonista femminile in Fallout 4